# Звёздный крейсер «Галактика» (телесериал, 2004)
«Звёздный кре́йсер „Гала́ктика“» (англ. Battlestar Galactica) — американский фантастический телесериал, снятый для телеканала Sci Fi (c 16 марта 2009 года Syfy). Является ремейком одноимённого сериала 1978 года.
Телесериал предварялся вышедшим в 2003 году одноимённым двухсерийным мини-сериалом, который сюжетно является частью сериала. Всего вышло четыре сезона; кроме того, вышло несколько полнометражных телевизионных фильмов и коротких веб-эпизодов, которые раскрывали некоторые сюжетные линии телесериала. По мотивам телесериала были выпущена настольная и ряд компьютерных игр.
В 2007 году первые серии нового сериала вышли в телеэфир на Первом канале под названием «Битва за „Галактику“». Летом 2008 года трансляция сериала-ремейка «Звёздный крейсер „Галактика“» началась в русскоязычной версии Sci Fi. В ноябре того же года на телеканале ТВ-3 этот сериал вышел под названием «Звёздный корабль „Галактика“».

## Сюжет

### Мини-сериал
Завязка сюжета телесериала происходит в мини-сериале «Звёздный крейсер „Галактика“»
На двенадцати планетах — Двенадцати колониях Кобола — процветает цивилизация людей, которые создали роботов, названных сайлонами. Сайлоны потребовали признать их и дать им гражданские права. Люди отказались, и началась многолетняя ожесточённая война. В конце концов был достигнут мир, и сайлоны ушли на поиски своего «дома». Однако в течение 40 лет перемирия сайлоны развивали свои технологии и эволюционировали сами, сумев создать несколько моделей, неотличимых от людей. При этом, погибая, сайлоны тотчас перерождаются в новом теле в центре возрождения сайлонов, помня всё, что с ними было в прошлой жизни. Одна из числа моделей № 6 («Шестёрка») — высокая красивая блондинка — стала любовницей гениального, но самовлюблённого и трусливого учёного Гая Балтара, благодаря чему сайлоны смогли проникнуть в систему безопасности колоний. Это позволило им внезапно атаковать и оккупировать все двенадцать планет, уничтожив практически всё население. Лишь несколько десятков тысяч выживших смогли подняться в космос, спасаясь от гибели на атакованных планетах. Уцелел также один старый военный корабль, который уже готовился к списанию — звёздный крейсер «Галактика» под командованием коммандера Уильяма Адамы. Как самый высокопоставленный выживший чиновник, президентом Двенадцати колоний стала Лора Розлин, министр образования планеты Каприка, больная раком в неизлечимой стадии.
При эвакуации людей с Каприки, лейтенант Карл «Хило» Агатон узнаёт в числе беженцев, которые не попали на уже забитый под завязку челнок, делающий последний рейс на «Галактику», Гая Балтара. Предполагая, что талантливый учёный поможет человечеству найти способ победить сайлонов, Агатон уступает своё место Балтару, а сам остаётся на Каприке. «Галактика» отправляется на космическую станцию-склад для пополнения боезапаса. Там Уильям Адама впервые сталкивается с человекоподобным сайлоном и коммандеру удаётся убить его. Ещё одного сайлона, под видом журналиста проникшего на командный мостик крейсера, интуитивно вычисляет Гай Балтар. В это время между Розлин и Адамой возникает конфликт: коммандер хочет вернуться в бой, как велит ему долг военного, хотя и понимает, что против всего сайлонского флота у «Галактики» нет шансов; президент же считает, что главная цель — сохранить человеческую расу, а посему гражданскому флоту под прикрытием «Галактики» надо бежать и искать новую планету, на которой выжившие смогли бы обосноваться. В итоге Адама соглашается с Розлин. Дабы дать надежду людям, он объявляет, что флот держит курс на Землю — легендарную «тринадцатую колонию».

### Первый сезон
Флот во главе с «Галактикой» отправляется на поиски нового мира. Периодически корабли сайлонов находят беглецов и крейсеру приходится принимать бой, прикрывая отход гражданских судов. Одновременно с этим флот сталкивается с различными кризисами — необходимостью пополнить запасы воды, топлива, с волнениями и бунтами на гражданских судах. Параллельно развиваются и несколько сюжетных линий между членами экипажа «Галактики». Командиром авиагруппы крейсера становится Ли «Аполло» Адама, сын коммандера Адамы, с которым у него сложные отношения — Адама-младший винит отца в гибели Зака, младшего брата Ли. Ли Адама не хотел служить с отцом, но волею случая оказался на «Галактике» в день нападения сайлонов. Лучший пилот истребителей крейсера Кара «Старбак» Трейс — упряма, своенравна и недисциплинированна, постоянно ссорится с начальством. К тому же у неё возникают сложные взаимные чувства к Ли Адаме. Старший помощник полковник Сол Тай злоупотребляет спиртным, да к тому же он без ума от своей жены — немолодой, но всё ещё красивой женщины, не отягощённой моральными принципами, которая из своих амбиций строит планы по карьере мужа. Гай Балтар, оставшийся на «Галактике» и получивший задание сконструировать детектор, выявляющий сайлонов, боится, что станет известна его роль в крушении системы безопасности колоний; к тому же его преследуют видения, влияющие на его поведение и поступки. Главный корабельный старшина Гэлен «Шеф» Тирол тайно (так как любовные отношения между членами экипажа корабля запрещены уставом) встречается с пилотом Шерон «Бумер» Валери. Кроме того, всем людям во флоте становится известно, что сайлоны выглядят как люди и это приводит к атмосфере всеобщей подозрительности.
Периодически возникают разногласия между коммандером Адамой и президентом Розлин. Конфликт обостряется после того, как «Галактика» случайно обнаруживает Кобол — потерянную колыбель человечества. Лора Розлин начинает верить в древние пророчества и реальность существования Земли, но Адама отказывается рисковать людьми и кораблями ради «религиозных бредней». Розлин удаётся убедить Кару Трейс нарушить приказ и отправиться на захваченном сайлонском истребителе на оккупированную сайлонами Каприку за хранящимся в храме древним артефактом, который поможет указать путь на Землю. Разгневанный вмешательством президента в дела «Галактики», Уильям Адама совершает военный переворот, заключив в тюрьму и Розлин, и своего сына, поддержавшего президента.
Гай Балтар с помощью своего детектора обнаруживает сайлона в экипаже крейсера — это пилот Шерон Валери, модель № 8 («Восьмёрка»). Однако из-за страха он ни с кем не делится своим открытием. Сама Валери не знает, что она сайлон. В это время скрывающийся от сайлонов на Каприке Карл Агатон встречает ещё одну «Восьмёрку». Он думает, что это Шерон Валери, вернувшаяся за ним с «Галактики». В ходе многодневного скитания между Валери и Агатоном возникают любовные отношения. Агатон узнаёт, что его напарница — сайлон, он шокирован и потрясён, но любовь мешает Карлу убить «Восьмёрку», которая к тому времени уже беременна от него. Преследуемые сайлонской погоней, Агатон и Валери сталкиваются с Карой Трейс, которая прилетела за артефактом на Каприку.
В это время находящаяся на «Галактике» другая Шерон Валери получает от Адамы рискованный приказ: используя трофейный сайлонский опознаватель, проникнуть на боевой крейсер сайлонов и установить там ядерную бомбу с таймером. Успешно выполнив задание, Валери неожиданно для себя сталкивается на салойнском крейсере с другими «Восьмёрками». Шокированная, что она оказалась сайлоном, Шерон возвращается на «Галактику» и против своей воли стреляет в коммандера Адаму.

### Второй сезон
Пока коммандер Адама находится в критическом состоянии, командование переходит к старшему помощнику Солу Таю. Гражданские недовольны военной диктатурой и протесты усиливаются после ряда непопулярных шагов полковника. Лора Розлин совершает побег из тюремного блока и укрывается на гражданских судах флота. Опальный президент по радио обращается к судам флота с призывом следовать вместе с ней к Коболу, куда Трейс должна привезти с Каприки артефакт, который укажет путь на Землю. Треть от общего количества судов решает последовать за Розлин, в то время как остальные остаются вместе с «Галактикой». В это время один из членов экипажа «Галактики» убивает заключённую Шерон Валери.
Кара Трейс на Каприке обнаруживает древний артефакт и вместе с другой Шерон Валери и Карлом Агатоном возвращается к Коболу, где их уже ждёт часть флота вместе с Розлин. Небольшая экспедиция из нескольких человек высаживается на Коболе и начинает движение к древней Гробнице Афины, где артефакт с Каприки должен указать дорогу на Землю. В это время коммандер Адама оправляется от ранения. Решив воссоединить флот, он направляет «Галактику» к Коболу и лично высаживается на планету, где происходит примирение Уильяма Адамы с президентом Розлин. Найдя Гробницу и использовав артефакт, люди видят карту звёздного неба Земли. Эта карта позволила бы найти Землю, если бы люди оказались рядом с ней, но в каком секторе галактики искать эту планету — неизвестно. Несмотря на то, что Шерон Валери помогала людям в этой экспедиции, ни коммандер, ни президент не доверяют сайлону и по возвращении на крейсер помещают её в тюрьму.
В это время флот неожиданно встречается с «Пегасом» — ещё одним крейсером людей под командованием адмирала Хелены Кейн. Как более старшая по званию, она становится главной в военной иерархии флота. Однако ряд жестоких, бесчеловечных поступков адмирала Кейн приводит к конфликту с коммандером Адамой; дело едва не доходит до военного противостояния между крейсерами. Внезапное появление сайлонского флота заставляет Адаму и Кейн отложить выяснение отношений для совместной атаки на корабли сайлонов. После разгрома сайлонского флота адмирал Кейн погибает и Уильям Адама становится главным в военной иерархии, получает от Розлин звание адмирала и назначает своего сына командиром «Пегаса».
Сайлон «Шестёрка», любовница Гая Балтара, погибшая во время нападения сайлонов на Каприку, возрождается в новом теле на уже оккупированной сайлонами планете. Она, сыгравшая ключевую роль в стремительной победе, становится героем сайлонов, за ней закрепляется индивидуальное прозвище «Каприка» в честь этой планеты. Сохранив любовь к Гаю Балтару, она сближается с возрождённой Шерон «Бумер» Валери, которая хранит свою любовь к старшине Гэлену Тиролу. Вместе они убеждают остальных сайлонов отказаться от курса на истребление людей и попробовать политику сосуществования.
На «Галактике» другая Шерон Валери, взявшая фамилию мужа Агатон, готовиться к родам, в то время как Лора Розлин при смерти. Гай Балтар спасает президента от неизлечимой болезни, введя ей в вену кровь ещё не рождённого ребёнка-полусайлона — дочери Карла и Шерон Агатон. После родов адмирал Адама и президент Розлин, желая скрыть существование ребёнка-полусайлона, при помощи доктора «Галактики» инсценируют смерть новорождённого младенца. Ребёнок же в строжайшей тайне передаётся на воспитание одной из женщин в гражданском флоте. В это время «Галактика» обнаруживает планету, пригодную для существования человека. Розлин и Адама считают, что оставаться на ней слишком рискованно. Однако люди, уставшие от многомесячного путешествия внутри космических кораблей, выбирают президентом Балтара, который обещает немедленную колонизацию обнаруженной планеты, получившей название Новая Каприка.
Проходит год с момента обнаружения Новой Каприки. Большинство людей обосновались на планете, а на военных кораблях, оставшихся на орбите, находится только малочисленная дежурная вахта. Внезапно появившийся флот сайлонов оккупирует Новую Каприку, а «Пегас» и «Галактика», не готовые дать бой, вынуждены улететь, чтобы избежать уничтожения.

### Третий сезон
Прошло четыре месяца событий второго сезона. Новая Каприка оккупирована сайлонами. Несмотря на то, что Шестёрка и Восьмерка настаивают на миролюбивой политике по отношению к людям, остальные сайлоны все туже закручивают гайки. Люди формируют подпольные части Сопротивления, которые проводят террористические акты против сайлонов и полицейских-коллаборационистов; сайлоны в ответ отвечают репрессиями и расстрелами. Сопротивление сумело связаться с «Галактикой» и адмирал Адама отправляет на Новую Каприку спасательную группу во главе с сайлоном Шерон, взявшей фамилию мужа Агатон, которая сумела завоевать доверие Адамы и статьи полноправным офицером колониального флота. Будучи сайлоном, она легко проникает через сайлонские системы безопасности и похищает ключи от колониальных кораблей, помогая колонистам бежать с Новой Каприки. В суматохе погибает Майя, женщина, которой отдали на воспитание дочь Шерон и Карла — Геру; младенца находит женщина-сайлон «Тройка», но скрывает это от остальных сайлонов. Прикрывая бегство колонистов, гибнет крейсер «Пегас», но его экипаж успевает эвакуироваться.
Используя исследования Гая Балтара, который на Новой Каприке возглавлял марионеточное правительство и потому опасался бежать вместе с остальными людьми, сайлоны направляют военный корабль к предполагаемой Земле, однако корабль оказывается поражённым неизвестным вирусом. Ориентируясь на эти же данные Балтара, которые попали в руки людей, «Галактика» также посылает в этот район свои истребители и обнаруживает заражённый корабль сайлонов. Лора Розлин и адмирал Адама планируют с помощью этого вируса уничтожить всю расу сайлонов, но Карл «Хило» Агатон, считающий истребление расы сайлонов геноцидом, мешает сделать это. Тем временем на корабле Гай Балтар узнаёт, что всего моделей человекоподобных сайлонов двенадцать, но только семь из них являются серийными — остальные пять существуют в единичном экземпляре и их личности никому не известны.
В поисках легендарного Храма Пяти, который должен дать дальнейший ключ в поисках Земли, люди и сайлоны в очередной раз сталкиваются на одной планете. В Храме Пяти, в котором находится артефакт Глаз Юпитера люди получают новый ключ к разгадке местонахождения Земли и пленяют Гая Балтара. Шерон Агатон узнает, что её дочь Гера жива. Умерев, она проникает на корабль восстановления сайлонов, похищает Геру и привозит её на «Галактику». Сайлон «Шестёрка-Каприка», роковая любовница Балтара на Каприке, летит вместе с ней.
Гай Балтар в ожидании суда за коллаборационизм пишет книгу, идеи которой находят множество приверженцев во флоте. После суда на котором он был признан невиновным, популярность Балтара среди его последователей начинает перерастать в религиозный культ.
Следуя знакам Глаза Юпитера флот людей ищет ионическую туманность. В это время Кару Трейс постоянно посещают видения, ей вспоминаются слова Леобена Коноя, сайлона №2, у которого она была в плену на Новой Каприке, про её избранность и предначертанность её судьбы. При очередном вылете на патрулирование её корабль разваливается на куски на глазах у Ли Адамы.
Между тем на «Галактике» четверо людей — старший помощник Сол Тай, главный корабельный старшина Гэлен «Шеф» Тирол, помощник президента Торри Фостер и пилот Самуэль Т. Андерс — слышат одну и ту же навязчивую мелодию, которую не слышат остальные. Ведомые ею, они одновременно приходят в одно помещение и осознают, что они скрытые сайлоны. В это время неожиданно на «Галактику» на целом истребителе возвращается Кара Трейс, которую все считали погибшей. Она утверждает, что отсутствовала всего шесть часов (в то время как на «Галактике» прошло два месяца), побывала на Земле и готова провести всех туда.

### Четвёртый сезон
Розлин и Адама не верят Каре Трейс. Президент настаивает на продолжении пути, указанного Глазом Юпитера. Кара с ней не согласна, она крайне взволнована, что флот все больше и больше удаляется от той Земли, где она побывала. Она теперь чувствует Землю, и с каждым прыжком эта связь делается все тоньше и тоньше. Адмирал доверяет своей «дочери» и даёт ей корабль «Деметрий» для самостоятельного поиска. В числе добровольцев, последовавших за нею, летят Агатоны, Гейта и Андерс. Четверо «скрытых» сайлонов продолжают тайком встречаться. Келли Тирол случайно подслушивает их и в ужасе бросается с ребёнком в шлюз, пытаясь покончить жизнь самоубийством. Один из «сайлонов» спасает ребёнка, но убивает Келли.
Среди семерых известных моделей сайлонов накапливаются все больше нерешаемых проблем. После бегства сайлонских рейдеров в последней битве сайлонам приходится признать очевидным, что причиной является «узнавание» сайлонами-центурионами пяти неизвестных моделей сайлонов среди людей. Единицы, Четверки и Пятерки хотят перепрограммировать боевых «тостеров», чтобы те атаковали людей, невзирая на то, что среди них есть сайлонские «манекены». Двойки, Шестерки и Восьмерки против этого. Патовую ситуацию нарушает Восьмерка-Бумер, отделившаяся от других своих копий. Перевес на стороне приверженцев войны, но Шестерка перепрограммирует боевиков-«тостеров», убрав у них плату блокировки «разума» — теперь они не просто роботы-исполнители, а также разумны, как и «манекены». Она отдаёт приказ расстрелять Совет Сайлонов. Также Шестерка решает восстановить Тройку, но для этого необходимо совершить серию прыжков к отдаленному серверу, где Тройка заархивирована. Однако, Единица принимает меры, и после первого же прыжка, при котором корабль восстановления не прыгнул, корабль Шестерки атакован.
Лора Розлин, Шерон Агатон и Шестерка-Каприка, сидящая в камере на «Галактике» видят один и тот же сон — маленькая Гера в здании Оперы убегает от какой-то опасности, Лора и Шерон пытаются её спасти. Но Шестерка оказывается быстрее них и спасает девочку. Что означает этот сон, никто из них троих не имеет представления. У Лоры Розлин прогрессирует рак.
Поиски Кары Трейс заходят в тупик. Когда остаётся два дня до возврата на «Галактику», появляется изрешеченный сайлонский рейдер. На борту один Леобен. Он просит Кару спасти базовый сильно пострадавший в гражданской войне корабль сайлонов с Двойками, Шестерками, Восьмерками и Гибридом на борту. Недовольство экипажа «Деметрия» Карой и их экспедицией прорывается — Хило отстраняет Кару от командования, в стычке тяжело ранен лейтенант Гейта. Наконец, экипаж приходит к зыбкому согласию — Кара, Леобен, Шерон и Андерс отправляются на корабль сайлонов. Кара и её спутники находят Гибрид, и та перед отключением говорит, что только потерянная Тройка может привести к Пятерке. Шестерка решает, что речь идёт о третьей модели сайлонов, которой Глаз Юпитера открыл лица неизвестных пяти сайлонских моделей. Гибрид называет Кару Трейс предвестницей смерти. Вместе с базовым кораблем сайлонов раптер Кары возвращается к «Деметрию» в самый последний момент.
Гай Балтар становится новым мессией, проповедующим веру в единого Бога. Его приверженкой становится помощница президента Тори Фостер. Лора Розлин пытается остановить все более растущее влияние Балтара на умы людей, но Ли Адама требует голосования всего Кворума 12 колоний, и Розлин терпит неудачу. После гибели Келли Шеф все больше погружается в свое горе. Он срывается перед адмиралом, и тот разжалует его в рядовые. Балтар беседует с ним, и Шеф постепенно начинает проникаться новой религией. Лидер мятежных сайлонов Шестерка предлагает людям сотрудничество — она хочет с помощью людей найти и уничтожить узел, который руководит всеми сайлонскими кораблями восстановления. Уничтожив узел, все сайлоны больше не смогут возрождаться. Она считает, что неизбежность смерти делает жизнь более полной. Но сначала надо восстановить Тройку, видевшую пятерых скрытых моделей сайлонов.
Сон Лоры Розлин получает продолжение — она видит, как Шестерка берет Геру на руки и уносит за дверь, где их ждет Гай Балтар. Лора очень обеспокоена. Шестерка-сайлонский лидер предлагает ей спросить Гибрида, что означает этот сон. Лора, Балтар, Хило и одна из Восьмерок включает Гибрида, и та тут же совершает прыжок. Сайлонский лидер погибает от руки Шерон, опасавшейся, что та заберет у неё ребёнка. Несколько дней у колонистов нет никаких известий о местонахождении корабля сайлонов с Лорой Розлин на борту, и Зарек стремится захватить власть. Но адмирал не признает его президентом, и временным исполняющим обязанности главы правительства выбирается Ли Адама. Тем временем корабль сайлонов совершает серию прыжков, стремясь приблизиться к узлу восстановления. В моменты прыжков у Лоры начинаются видения о собственной смерти. Гибрид предвещает Лоре, что все кончится на том, что гибнущий лидер познает истину Оперы. Единица и Бумер восстанавливают Тройку, но в этот момент объединённые силы людей и сайлонов, пытающиеся в совместной операции научиться доверять друг другу, нападают на узел восстановления. Узел уничтожен. Тройку вывозят на сайлонский корабль, где она встречается с Лорой Розлин. Тройка готова открыть личности четверых сайлонов, которые находятся во флоте. Но, по её словам, пятого сайлона там нет. Оказывается, эти пятеро когда-то жили на Земле и могут привести к ней. Тройка хочет, чтобы они вернулись к своим братьям-сайлонам. Колониальный флот уходит, но адмирал Адама, вручив командование флотом полковнику Таю, остаётся в раптере, ожидая возвращения Лоры в условленное место. Корабль сайлонов возвращается к месту встречи, и Адама и Розлин наконец-то объясняются. Тройка предлагает четверым скрытым сайлонам вернуться к «своим». Один из них тут же улетает вместе с ней. Лора Розлин категорически против отдавать Тройке скрытых, ведь без них у людей не будет шанса найти Землю. Тройка объявляет её и её спутников заложниками. Президент Ли Адама в ответ угрожает выбросить в шлюз троих оставшихся сайлонов, один из которых искренне признался адмиралу. В последний момент Кара Трейс останавливает «казнь» сайлона. На своём вайпере, на котором она вернулась с Земли, по наводке двух сайлонов перед их арестом, она обнаруживает четкий пеленг на Землю. Люди и сайлоны объединяются, чтобы вместе лететь к Земле.
Их цель достигнута. Но... Земля мертва. С руинами зданий и радиацией в почве. Выясняется, что две тысячи лет назад Земля погибла от ядерных взрывов, унёсших всё население планеты. Но это население не было людьми — тринадцатое племя Кобола, поселившееся на Земле — это сайлонское племя. У четверых скрытых сайлонов пробуждается память, и они вспоминают свою гибель в ядерном аду. Кара Трейс и Леобен находят на Земле останки вайпера Кары и тело пилота... самой Кары... Кто же тогда вернулся на «Галактику»?
Лора Розлин настолько убита рухнувшей мечтой о Земле, что впадает в жестокую депрессию. Люди улетают с погибшей Земли в поисках нового дома, но Лора уединяется на «Галактике» и отказывается выполнять президентские обязанности. Также она отказывается и от противораковых лекарств.
Адмирал хочет с помощью продвинутых технологий сайлонов модернизировать гипердвигатели флота, однако встречает противодействие Зарека, настраивающего Кворум против сотрудничества с сайлонами. Кворум принимает решение, что ни один сайлон не войдет на борт кораблей без разрешения их капитанов, невзирая на приказ адмирала. Корабль, перерабатывающий тиллиум, с подачи Зарека взбунтовался, но Адаме удается арестовать Зарека и вернуть мятежный корабль. На «Галактике» Зарек сговаривается с Гейтой, который остался без ноги по вине сайлона. Гейта не может видеть, как с сайлонами «цацкаются». Он заручается поддержкой многих членов экипажа «Галактики». Гейта выпускает Зарека и поднимает на корабле мятеж. Зарек возвращается на борт № 1 и расстреливает весь Кворум. Гейта и его соратники захватывают «Галактику». Арестованы Адама, Тай, Агатоны, Каприка и Андерс. Ли Адама, Кара Трейс и Шеф Тирел ведут «партизанскую войну» на корабле. Им удается освободить арестованных, найти Лору Розлин и отправить её на сайлонский корабль. Оттуда Лора пытается увещевать флот не идти против адмирала Адамы. Некоторые корабли остаются верны присяге. В результате мятеж срывается, Зарек и Гейта расстреляны.
Один из четверки скрытых сайлонов ранен, пуля застряла у него в мозгу, и в нём просыпаются воспоминания об их работе в лаборатории на Земле. После смерти Элен Тай воскресает на корабле восстановления, где её встречает Единица — Джон Кевил и Восьмерка-Бумер. Оказывается, пятеро скрытых сайлонов на самом деле были учеными, которые и создали те модели сайлонов, которые впоследствии восстали против людей. 2000 лет назад, предвидя гибель Земли, именно эта пятерка возродила технологию восстановления, открытую на Коболе, но забытую после прибытия первых сайлонов на Землю и переходу к полноценной органической жизни. После ядерного ада, воскреснув на корабле восстановления, они начали долгий, почти двухтысячелетний (в отсутствие гипердвигателя) путь к 12 колониям Кобола, чтобы предупредить новый конфликт между человечеством и искусственным интеллектом, прибыли уже к концу войны 12 колоний с восставшими сайлонами-центурионами, и их прибытие остановило войну на 40 лет. Их «дети» — семь моделей сайлонов получают от них технологию восстановления в обмен на прекращение экспериментов с эволюцией, которые проводились самой первой моделью — Кевилом, чувствующим себя «несовершенным». Он винит Элен, что она сделала его слишком похожим на людей. Он хотел бы быть полностью машиной с большими возможностями, но ему мешают человеческие чувства, и он жаждет узнать у Элен, как избавиться от «лишнего» в себе. Элен отказывается давать Кевилу информацию, и он решает «выпотрошить» ей мозг, чтобы узнать все без её помощи. Бумер устраивает Элен побег, и обе прибывают на «Галактику». Раненому сайлону сделали операцию на мозге, и он впадает в кататоническое состояние. Остальные четверо предлагают подключить его как Гибрида. «Галактике», похоже, приходит конец — множество микротрещин пронизывает его, очередного прыжка он может не выдержать. Адмирал восстанавливает Шефа в должности главного механика, и тот пытается починить человеческий крейсер с помощью технологий сайлонов — живой смолы. Но работы не идут гладко. Бумер, вернувшуюся вместе с Элен, заключают в камеру. Шеф приходит к ней — они до сих пор не могут забыть друг друга.
Сайлонский совет Двоек, Шестерок и Восьмерок, введший в новый Совет капитанов кораблей колонистов свою представительницу Шестерку-Соню, требует выдачи им Бумер, чтобы судить её за измену. Шеф, всё ещё любящий её, помогает ей сбежать. Бумер же похищает Геру и доставляет её своему «хозяину» Единице. По дороге Бумер очень привязывается к девочке. Элен утверждает, что Геру увезли в колонию — массивную космическую станцию, которая стала домом для сайлонов после последней войны с человечеством. Адмирал отказывается спасать Геру, считая, что корабль важнее смутных, уже весьма надоевших пророчеств. Он отказывает Каре, хотя та и рассказывает ему, что Гера подарила ей написанные самой девочкой ноты песни, которую играл когда-то отец Кары. И это та песня, которая «включила» четверку скрытых сайлонов. Кара просит Балтара проверить кровь с пилотского медальона, снятого с мертвого тела на Земле, на соответствие с её кровью. Балтар убеждается в том, что ДНК идентичны и пользуется этим в очередной своей речи про ангелов. Он говорит, что бессмертие существует, но это не сайлонское восстановление. Адмирал все же посылает разведывательный раптор к Колонии, но там все эвакуировано ещё полгода назад, с начала гражданской войны сайлонов. Подключённый как Гибрид прооперированный сайлон успевает повторить Каре Трейс слова Гибрида сайлонов, что из-за неё прольется много крови. Лора Розлин совсем плоха, и Адама обещает ей оставить «Галактику» и найти Геру. Он вызывает добровольцев для спасательной операции, в которой могут погибнуть все. Лора Розлин, получив от доктора Коттла стимуляторов на два дня жизни, летит вместе с адмиралом. Бумер, в ужасе, что Единица хочет «разобрать на части» мозг Геры, бежит с девочкой. Она натыкается на объединённые штурмовые группы людей и сайлонов, и Шерон убивает её. Балтар в последний момент отказывается бежать и при атаке встречает Каприку. Она говорит, что всегда хотела им гордиться, и, наконец-то, этот момент настал. И они оба видят своих «ангелов». Наконец сон Лоры Розлин сбывается. И она и Шерон бегут за Герой, но именно Каприка и Балтар уносят девочку в безопасное место, к новой жизни.
Адмирал приказывает Каре сделать гиперпрыжок. Кара вводит координаты - расшифрованная мелодия, которая пробудила Пятерку. Галактика оказывается на орбите неизвестной планеты, пригодной для жизни. К ней прибывает остальной флот. Люди расселяются по Новой Земле, а звездолеты под управлением гибрида Андерса отправляются на Солнце. Сайлоны-центурионы улетают на своём базовом корабле. Сайлоны-гуманоиды присоединяются к людям.
150 000 лет спустя была обнаружена Митохондриальная Ева. Ею оказывается Гера - полусайлон-получеловек. Это обсуждают «ангелы» Шестерка и Балтар, прогуливаясь в современном Нью-Йорке.
Все. Они прекращают войну. Они находят Дом. Они приходят к финалу. Неожиданному и закономерному. Трогательному и возвышающему. Отвечающему на вопросы и ставящему новые. И главный из них — может ли это повториться снова?

## Съёмочная группа

Главные персонажи сериала (слева направо):
Гай Балтар, Шестёрка, Сол Тай, Лора Розлин, Уильям Адама, Ли Адама, Гэлен Тирол, Восьмёрка, Кара Трейс

| Актёр               | Роль                                                       |
| ------------------- | ---------------------------------------------------------- |
| Эдвард Джеймс Олмос | коммандер/адмирал Уильям Адама                             |
| Мэри Макдоннелл     | президент Лора Розлин                                      |
| Кэти Сакхофф        | лейтенант/капитан Кара «Старбак» Трейс                     |
| Джейми Бамбер       | капитан/майор/коммандер Ли «Аполло» Адама                  |
| Джеймс Кэллис       | доктор Гай Балтар                                          |
| Триша Хелфер        | сайлон Шестёрка/Каприка/Джина                              |
| Грейс Пак           | сайлон Восьмёрка/Шерон «Бумер» Валери/Шерон «Афина» Агатон |
| Майкл Хоган         | полковник Сол Тай                                          |
| Аарон Дуглас        | главный корабельный старшина Гэлен Тирол                   |
| Тамо Пеникетт       | лейтенант/капитан Карл «Хило» Агатон                       |

Продюсеры
- Рональд Д. Мур
- Дэвид Эйк

## Предыстория
В 1978 году двухчасовым телефильмом «Звёздный крейсер „Галактика“» началась трансляция одноимённого телесериала на телеканале ABC. Первые серии имели весьма неплохие рейтинги, но к финалу сезона они стали падать, что заставило телестудию закрыть дорогостоящий проект. В общей сложности было снято 24 эпизода. После закрытия сериала была смонтирована ещё одна киноверсия — «Звёздный крейсер „Галактика“: Атака сайлонов» (англ. Mission Galactica: The Cylon Attack)IMDb на основе телеэпизодов «Живая легенда» и «Пожар в космосе», также в фильм были включены дополнительные сцены.
Несмотря на закрытие сериала, руководство ABC всё же решило вернуться во вселенную «Галактики», но уже с более дешёвым шоу. В 1980 году на телевизионных экранах появилась «Галактика 1980»IMDb, в которой флот людей наконец находил Землю и защищал её от атак сайлонов. Однако сериал не имел успеха у зрителей, его рейтинги были ещё хуже, чем у предшественника; было снято всего 10 серий. В 1981 году на основе сериала «Галактика 1980» был смонтирован фильм под названием «Завоевание Земли» (англ. Conquest of the Earth)IMDb, который демонстрировался в кинотеатрах Западной Европы и Австралии. Киноверсия состояла из фрагментов эпизодов «„Галактика“ исследует Землю» и «Ночь, когда сайлоны приземлились».
Впоследствии «Галактику» не раз пытались вернуть к жизни. Независимо друг от друга Глен А. Ларсен, Ричард Хэтч и Брайан Сингер предлагали свои проекты для развития идеи сериала.
Самую заметную попытку предпринял Ричард Хэтч, один из ведущих актёров оригинального показа. Продолжение истории с рабочим названием «Галактика: второе пришествие» (англ. Battlestar Galactica: The Second Coming)IMDb должно было происходить спустя много лет после событий, рассказанных в оригинале, полностью игнорируя сюжет сиквела 1980 года. Хэтч даже снял специальный ролик, чтобы привлечь внимание руководителей студии. В его съёмках приняли участие многие звёзды оригинальной «Галактики», а первый показ ролика прошёл на конференции (англ.) DragonCon в 1999 году. Но в итоге проект Хэтча так и остался нереализованным.

## Создание
Тем не менее, фабула классического сериала открывала большие возможности для последующих интерпретаций. За реализацию ремейка взялись исполнительные продюсеры Рональд Д. Мур и Дэвид Эйк (англ. David Eick). Мур хотел полностью пересмотреть вселенную, оставив общей лишь завязку сериала, и сделать новое шоу более мрачным, более реалистичным и драматическим.
Сами создатели назвали этот стиль «натуралистической фантастикой», усилив в сюжете драму и психологизм характеров. Многие сцены ставились в манере съёмок ручной камерой, чтобы придать документальный подход происходящим событиям, с максимальным реализмом, иногда даже в ущерб зрелищности. Над спецэффектами трудилась одна из ведущих цифровых студий мира — Zoic (англ. Zoic Studios).

### Пилотный мини-сериал
В декабре 2003 года кабельный телеканал Sci Fi показал двухсерийный телефильм фильм «Звёздный крейсер „Галактика“». Будучи пилотным, мини-сериал был весьма тепло встречен и зрителями и критикой, и поэтому было принято решение снять продолжение в виде полноценного телевизионного сезона.

### Работа над сериалом
Новый сериал вышел на ТВ в начале октября 2004-гоIMDb. Первый сезон начинался с серии под названием «33». Многие поклонники оригинального показа были огорчены и даже разочарованы разницей в духе, стиле, содержании ремейка и оригинала. В Интернете на многочисленных форумах многие называли шоу «GINO» (акроним от англ. Galactica In Name Only): на их взгляд, от оригинала осталось только одно название. Рональд Д. Мур в ответ на такое сомнительное прозвище сериала назвал в эпизоде «Пегас» из второго сезона одного из сайлонских персонажей Джина (англ. Jina).
Необычно было и то, что ремейк был показан вначале в Великобритании и Ирландии на канале Sky One, и только потом, чуть позже, в Северной Америке — в январе 2005 года. Причиной послужило то, что телекомпания Sky профинансировала съёмку первого сезона сериала. В отличие от Universal, руководство Sky сразу было уверено в успехе шоу, особенно после того, как мини-сериал стал хитом. Однако массовые скачивания серий из интернета с использованием протокола BitTorrent североамериканскими пользователями повлияли на то, что последующие сезоны стали выходить вначале в Северной Америке.
Сериал получил широкое признание в прессе. Журналы «Time», «Rolling Stone» и Американский институт киноискусства назвали сериал одним из лучших шоу на телевидении в 2005 году. Другие издания, такие как «The New York Times», «The New Yorker», «New York Newsday» и «National Review» также написали положительные обзоры о шоу. В том же году сериал удостоился премии Хьюго за лучшую постановку.
Премьера второго сезона состоялась в США в июле 2005-го, вышли только десять серий. Вторую часть (имела дробное название — 2.5) начали показывать с января 2006 года. В то же самое время в Великобритании на канале Sky One состоялась премьера первой серии второго сезона. Второй сезон закончился 10 марта 2006 года эпизодом в двух частях под названием «Сбрось своё бремя» (англ. «Lay Down Your Burdens»).
Весной 2006 года шоу «Звёздный крейсер „Галактика“» было награждено престижной премией Пибоди за творческое исполнение.
Премьера третьего сезона состоялась 6 октября 2006 года. 15 декабря показ был приостановлен на середине сезона. Продолжение вышло с 21 января 2007 года. Сезон был завершен в марте эпизодом в двух частях — «Перекрёстки». Телеканал Sci Fi перенёс время показа сериала с пятницы на воскресенье в 22:00, однако четвёртый сезон опять выходил в телеэфир в прежнее время.
В сентябре 2007 года на DVD вышел полнометражный фильм «Звёздный крейсер «Галактика»: Лезвие»IMDb, сюжетная линия которого раскрывает историю второго звёздного крейсера «Пегас».
Дата выхода в телеэфир четвёртого сезона — 4 апреля 2008 года. Зрители смогли посмотреть первые десять серий. Вторая половина финального сезона анонсировалась под дробным номером 4.5. Все съёмки были завершены летом 2008-го, но показ последних десяти серий сериала начался только в январе 2009 года. Финал истории в двух частях под названием «Рассвет» был показан в марте того же года.
В сентябре 2008-го начались съёмки полнометражного телефильма «Звёздный крейсер „Галактика“: План»IMDb. Режиссёр — Эдвард Джеймс Олмос. На DVD «План» вышел в октябре 2009 года. Сюжет фильма по-новому (со стороны сайлонов) раскрывает события, происходившие в сериале в период с начала атаки на Двенадцать колоний до высадки людей на планете Новая Каприка.
На вручении премии «Сатурн» 2009 года сериал «Звёздный крейсер „Галактика“» был признан лучшим сериалом кабельного телевидения. Эдвард Джеймс Олмос был назван лучшим телевизионным актёром года, а Мэри Макдоннелл — лучшей актрисой.
Актёр Ричард Хэтч, игравший в первоначальном фильме и сериале 1978—1980 годов Аполло, в новом сериале сыграл роль Тома Зарека.

### Веб-эпизоды
Веб-эпизоды (англ. webisodes) — цикл коротких серий (не более 4 минут), выходивших на официальном сайте телеканала. Они заполняли собой периоды времени между вторым и третьим сезонами (цикл «Сопротивление»), третьим и четвёртым сезонами (цикл «Лезвие: ретроспекция») и между первой и второй частями четвёртого сезона (цикл «Лицо врага»).
В веб-эпизодах снимались основные актёры сериала, но их сюжет строился так, чтобы не раскрывать событий «больших» серий. Поэтому зрители могли смотреть все последующие серии, не видя веб-эпизодов. Всего было снято 27 веб-эпизодов. Их показывали дважды в неделю с целью поддержания интереса у зрителей к сериалу.

## Саундтрек
Музыкальные темы к мини-сериалу сочинил композитор Ричард Гиббс (англ. Richard Gibbs). CD-альбом со сборниками оригинальных саундтреков вышел 16 марта 2004 года.
В дальнейшем композитором сериала стал Беар Маккрири, управляющий собственным оркестром музыкантов.
Музыкальные темы сериала богаты на разнообразные стилевые формы: там нашлось место рок-песням, народным танцам, джазу, боевым кличам, гимнам и хоралам, оратории, арии, сонате и т. д. На титрах в качестве заглавной темы звучит вариация Гаятри-мантры. В вокальных партиях использованы стихотворные тексты, написанные на различных языках, например: латинском, галльском, сингальском, итальянском, армянском и др. В аранжировке часто использовались экзотические народные инструменты. Как заметил Бер Маккрири: «Я хотел музыку, которая возродит колыбель жизни: действительно древние звуки Старого Света. И нет ничего древнее, чем ударные и вокал».
Несколько раз в показ была включена музыка других композиторов. Во втором сезоне («Долина тьмы», второй эпизод) звучит композиция «Metamorphosis One» Филипа Гласса. Важную смысловую нагрузку для сюжета четвёртого сезона несёт песня Боба Дилана «All Along the Watchtower», которая в исполнении Джими Хендрикса завершает сериал, также эта тема в обработке Маккрири прозвучала в финале 3-го сезона и в 17-м эпизоде 4-го. В той же серии исполняется на пианино песня Джорджа Гершвина «Someone to Watch Over Me» (у самой серии то же название).
Издания CD-альбомов:
- к 1-му сезону — выход 21 июня 2005 года,
- ко 2-му сезону — выход 20 июня 2006 года,
- к 3-му сезону — выход 23 октября 2007 года,
- к 4-му сезону — выход 28 июля 2009 года,
- к пилоту «Каприка» — выход 16 июня 2009 года,
- к фильмам «Лезвие» и «План» — выход 23 февраля 2010 года.

## Дальнейшее развитие сюжетных линий телесериала
В январе 2010 года на телеканале Syfy вышел телевизионный сериал под названием «Каприка». Действие происходит в мире ремейка «Звёздный крейсер „Галактика“» на планете одной из Двенадцати колоний с названием Каприка примерно за 58 лет до событий, произошедших в телесериале «Звёздный крейсер „Галактика“». История касается создания первого сайлона в колониях. Сюжет закручен вокруг двух семей — Адама и Грэйстоун, потерявших близких родственников во время теракта, устроенного религиозными фанатиками. После показа 13-го эпизода 27 октября 2010 года телеканал Syfy объявил, что сериал «Каприка» закрыт из-за низких рейтингов. Всего было снято 18 серий.
В июле 2010 года телеканал Syfy анонсировал выход ещё одного приквела к сериалу-ремейку «Звёздный Крейсер „Галактика“» — «Кровь и Хром» (англ. Blood & Chrome), в котором события развернутся через 10 лет после начала первой сайлонской войны.
Первоначально канал хотел выпустить девять или десять эпизодов, каждый не более десяти минут, но затем было решено снять полноценный телефильм, и в зависимости от его успеха у зрителей — запустить новый сериал. Исполнительным продюсером выступил Дэвид Эйк. Сценарий написал один из постоянных авторов «Галактики» — Майкл Тейлор.
В начале ноября 2012 года Syfy объявил, что выпустит «Кровь и Хром», как изначально задумывалось, в виде десяти веб-эпизодов, каждый по 7-12 минут, на онлайн канале Machinima Prime. Премьера состоялась 9 ноября. После чего 10 февраля 2013 года новый приквел был показан как полуторачасовой фильм на самом телеканале, а затем вышел в расширенной версии релизом в Blu-ray/DVD/VOD.

## Религиозные и мифологические связи и упоминания
- Двенадцать планет-колоний названы в соответствии с латинскими названиями двенадцати астрологических знаков зодиака, например, Каприка (от англ. Capricorn, Козерог), Скорпия (от англ. Scorpio, Скорпион), Аквария (от англ. Aquarius, Водолей);
- Имена или позывные некоторых героев сериала названы американизированными именами важнейших персонажей древнегреческой мифологии, например Аполло (от англ. Apollo, Аполлон), Кассиопея, Афина;
- Книга Пифии является почитаемым религиозным текстом в вымышленной вселенной сериала, где персонажи фильма не раз обращаются к пророчествам данной книги;
- Фамилия коммандера Звёздного крейсера «Галактика» Адама означает землю (почву) на иврите и является отсылкой к прародителю человечества Адаму;
- В заставке к сериалу звучит ведийская мантра Гаятри-мантра.

## Отсылки к проблемам современного общества
В сериале нашли отражение современные политические явления, например такие, как терроризм и религиозный фундаментализм. Так, в первом эпизоде третьего сезона члены движения сопротивления повторяют приемы современных террористов-смертников в своей борьбе против сайлонов на Новой Каприке. 17 марта 2009 года в зале заседания Экономического и социального совета ООН прошла специальная конференция, посвящённая сериалу и поднятым в нём политическим и социальным проблемам.

## Награды
ALMA
- 2007 — в номинации «Лучший актёр в телесериале, мини-сериале или телефильме» (Эдвард Джеймс Олмос)[20]
- 2008 — в номинации «Лучший актёр в драматическом телесериале» (Эдвард Джеймс Олмос)[21]

Golden Reel Award
- 2010 — в номинации «Лучший монтаж звука»: англ. Long Form Dialogue and ADR in Television (эпизод «Рассвет. Часть2»)[22]
- 2010 — в номинации «Лучший монтаж звука»: англ. Long Form Sound Effects and Foley in Television
- 2009 — в номинации «Лучший монтаж звука»: англ. Short Form Sound Effects and Foley in Television (эпизод «Тот кто верит в меня»)

Leo Awards
- 2006 — в номинации «Лучшая ведущая роль среди женщин в драматическом сериале» (Триша Хелфер)

Visual Effects Society Awards
- 2010 — в номинации «Лучшие спецэффекты в телесериале» (эпизод «Рассвет»)[23]
- 2009 — в номинации «Лучшие спецэффекты в телесериале» (за космические баталии в четвёртом сезоне)[24]
- 2007 — в номинации «Лучшие модели и миниатюры в телепрограмме» (эпизод «Корабль воскрешения. Часть 2»)[25]
- 2007 — в номинации «Лучшие спецэффекты в телесериале» (эпизод «Исход»)
- 2006 — в номинации «Лучший анимационный персонаж в телепрограммах или музыкальных клипах» (за сайлона-центуриона, эпизод «Испытание властью»)[26]

Премия Пибоди
- 2006

Премия телевизионных критиков США
- 2008—2009 — в номинации «Программа года»[27]

Премия «Сатурн»
- 2009 — в номинации «Лучший телесериал, сделанный для кабельного телевидения»
- 2009 — в номинации «Лучшая телеактриса» (Мэри Макдоннел)
- 2009 — в номинации «Лучший телеактёр» (Эдвард Джеймс Олмос)
- 2007 — в номинации «Лучший телесериал, сделанный для кабельного телевидения»
- 2006 — в номинации «Лучший телесериал, сделанный для кабельного телевидения»
- 2006 — в номинации «Лучшая телеактриса второго плана» (Кэти Сакхофф)
- 2006 — в номинации «Лучший телеактёр второго плана» (Джеймс Кэллис)

Премия «Хьюго» за лучшую постановку
- 2005 — в номинации «Лучшая драматическая постановка — малая форма» (эпизод «33»)

Премия «Эмми»
- 2009 — в номинации «Лучший звуковой монтаж для сериала» (эпизод «Рассвет. Часть 2»)
- 2008 — в номинации «Лучшие спецэффекты для сериала» (эпизод «Тот кто верит в меня»)
- 2007 — в номинации «Лучшие спецэффекты для сериала» (эпизод «Исход. Часть 2»)